# Hiram Abif

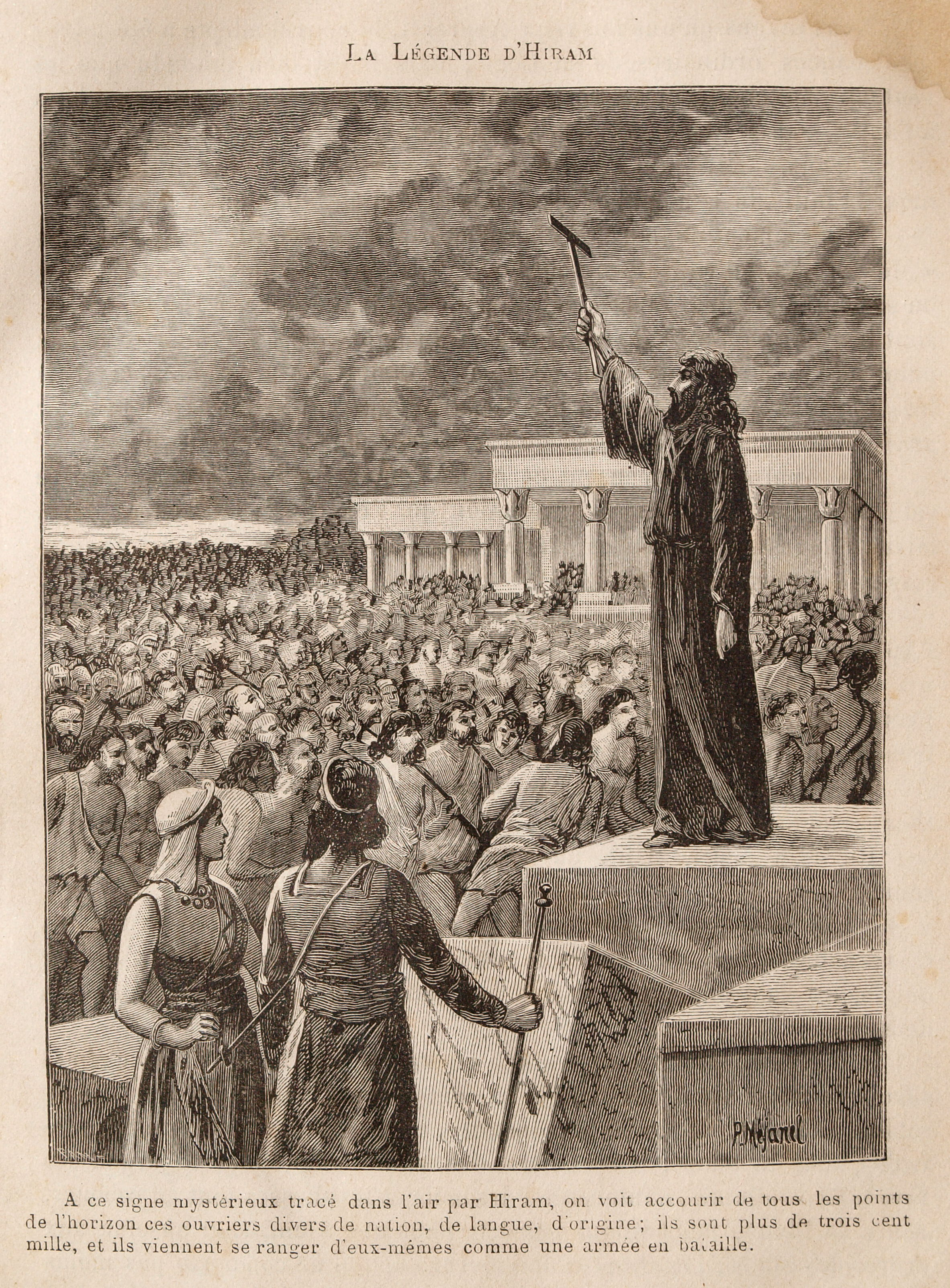
Representación de Hiram Abif, dibujo de Pierre Méjanel

Jiram Abif, Hiram Abif, Hiram Abí, Hiram Abiff o Jirán de Tiro es un personaje citado en la Biblia como uno de los artesanos que intervinieron en la construcción del Templo de Salomón, construido alrededor del año 960 a. C. Fue también una figura alegórica del ritual masónico.

## Antroponimia
El nombre Hiram
(en hebreo, Hîrām, Hîrōm, Hūrām, H[e]iram, pronunciado Kjirám o Kjurám) es de origen fenicio, posiblemente una abreviación o equivalente de Ahiram (Números. 26:38, en la Biblia), y significa ‘mi hermano es el exaltado [Dios]’.
Existió un rey de Tiro, conocido como Hiram I, cuyo nombre, Kjirám o Kjiróm, significaba "(ser) blanco, limpio, blancura".
La palabra Abí significa ‘(ser) paternal’.
Proviene de la palabra caldea correspondiente a padre (literal o figurado), principal, verdor fruto, patrimonio, descendencia y antepasado, planta verde, fructificar.
Esta es la misma palabra Abías (Abí-Yah), otro nombre bíblico.
Abí, Ab u Ob significan guardián, vigilante y ángel guardián, que expresan la idea de proteger un lugar habitado.
El blanco expresa la idea un lino fino o lino blanco, mientras que abi expresa la idea de ser un mago o encantador (por el balbuceo), así como alguien que evoca espíritus.
De esta misma raíz proviene la palabra hebrea Abba.

## Hiram Abif como figura simbólica
- Artículo principal: juwes.

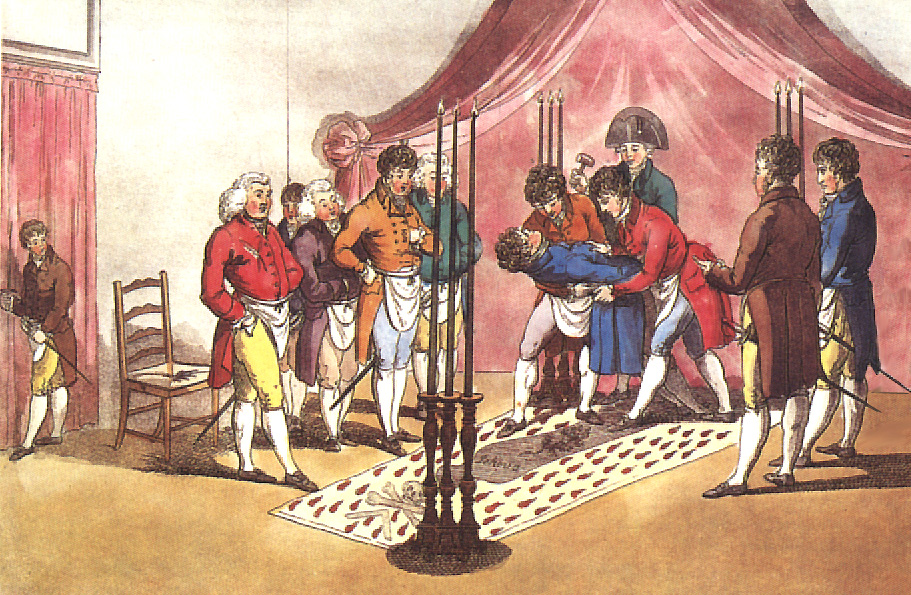
Recreación del tercer grado de la masonería (de Hiram Abif).

El método didáctico, iniciático, subyacente en la masonería utiliza, sobre todo, símbolos y las diferencias existentes entre los símbolos, alegorías, emblemas y signos. Y, al tratar de interpretar sus diversos valores, estos se hallan más próximos entre sí, lo que conceptualmente refleja el mensaje contenido directamente, en tanto que los contenidos de las alegorías son más abstractos y aún más plurales que los símbolos.[cita requerida]
Hiram Abif es una figura simbólica fundamental en la masonería, y se toma del llamado Antiguo Testamento, donde destacan tres personajes bíblicos: Salomón, constructor del templo homónimo en Jerusalén; su aliado Hiram, rey de Tiro (ciudad fenicia), y el maestro constructor enviado a Salomón por Hiram de Tiro, y transcrito como Hiram Habib o Hiram Abif, claramente diferenciado de Hiram de Tiro. Hasta ahí el texto de la tradición veterotestamentaria.[cita requerida]
En la masonería especulativa propia del siglo XVIII, la narración bíblica adquiere un énfasis moral y ético universalista y no confesional o religioso o sectario. Se construye discursivamente una parábola psicodramática, creada deliberadamente para transmitir un conjunto de enseñanzas.[cita requerida]
No se trata solo de una leyenda o un mito propiamente dichos, sino de una representación y de una recreación iniciática de los mismos, pues todo masón especulativo sabe que las personalidades representadas en ese psicodrama del maestro asesinado y de sus asesinos son alegóricas, aunque cada uno represente virtudes y vicios humanos reales.[cita requerida]
Los creadores de la masonería compusieron una narración simbólica (o simbolizante) sobre este personaje, al carecer de otra información, y en el caso del maestro constructor Hiram Abif (no así en el caso de Hiram I de Tiro) es muy poco probable que se compruebe históricamente, más allá de la mención en los textos bíblicos.[cita requerida]
En la parábola usada en el ritual masónico, Hiram Abif fue asesinado por tres compañeros miembros del oficio que trabajaban en la construcción del templo en su afán de obtener información del maestro masón de forma ilícita. Sin embargo, Hiram Abif no lo reveló antes de morir.[cita requerida]
El cuerpo de Hiram fue escondido por los asesinos, llamados en el folclor masón Jubelón, Jubelás y Jubelus o Jubelós, y después fue recuperado y adecuadamente enterrado por el rey Salomón.[cita requerida]
El Templo del Rey Salomón fue una obra arquitectónica muy importante para su época. Hoy, después de ser destruido varias veces, quedan algunos vestigios arqueológicos y religiosos de gran reconocimiento. Los secretos que se utilizaron para su construcción, así como la terminología que se usaba, forman parte de la masonería moderna. La única diferencia es que, a partir del siglo XVIII, la masonería moderna y aceptada dejó de ser operativa (basada en los obreros constructores que trabajaban con piedras en las canteras) para pasar a ser, hasta hoy en día, masonería especulativa. Los nombres de los diferentes utensilios, herramientas y vocabulario perteneciente al gremio de constructores se aplican de forma alegórica siguiendo esa enseñanza tradicional esotérica y racional al mismo tiempo (o sea "aceptada" ), y referida a la conducta moral y ético del masón y a su autoconocimiento. De tal suerte que, si el masón se hace experto en la aplicación simbólica de esas herramientas constructivas, supone la perfección moral como persona y, en consecuencia, incidirá en el mejoramiento de la sociedad y de su entorno (según se les dice a los masones de los primeros grados).[cita requerida]

## Fuentes bíblicas

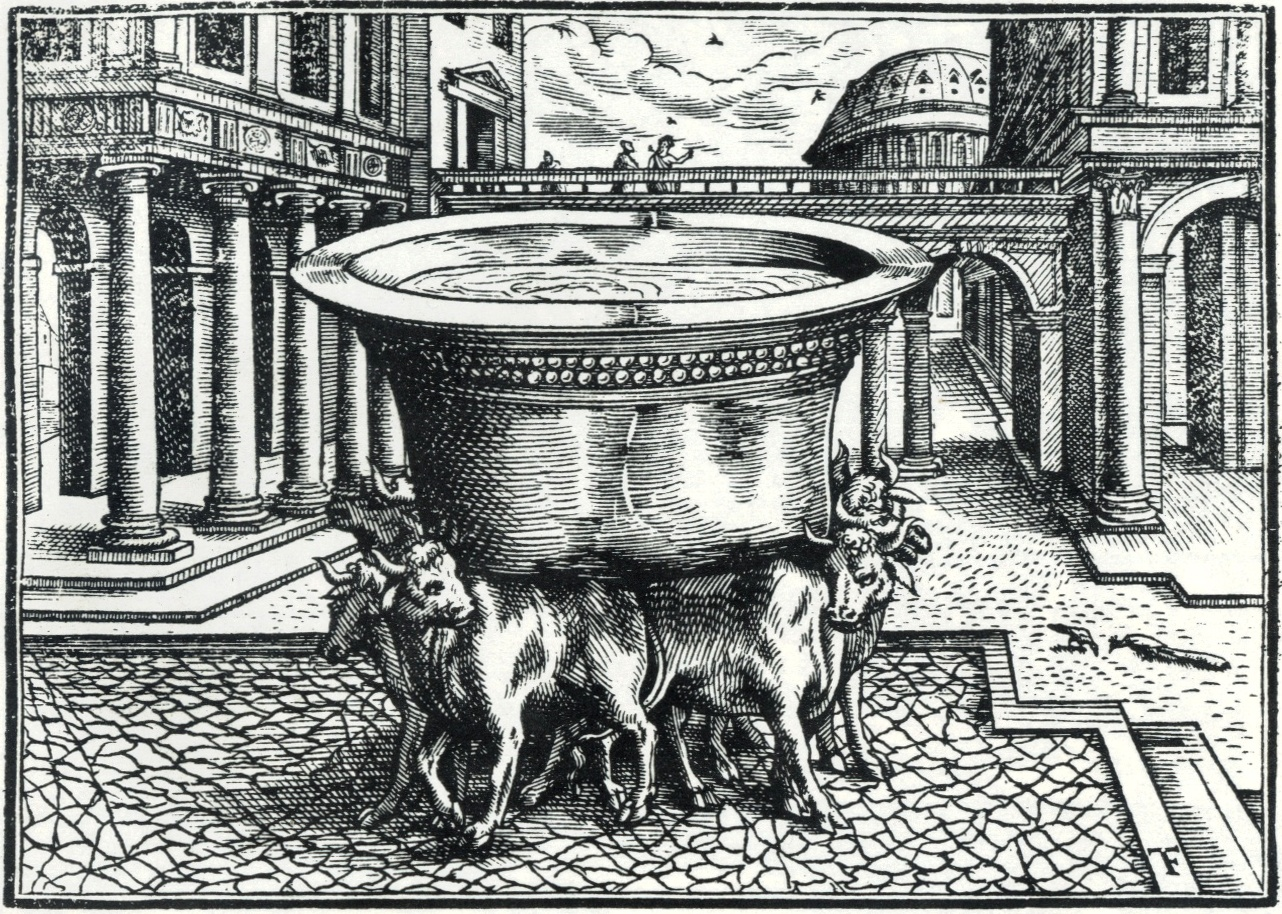
Imagen del Mar de Bronce y los doce toros cargándolo. Según el relato bíblico, fueron creados por Hiram Abif.

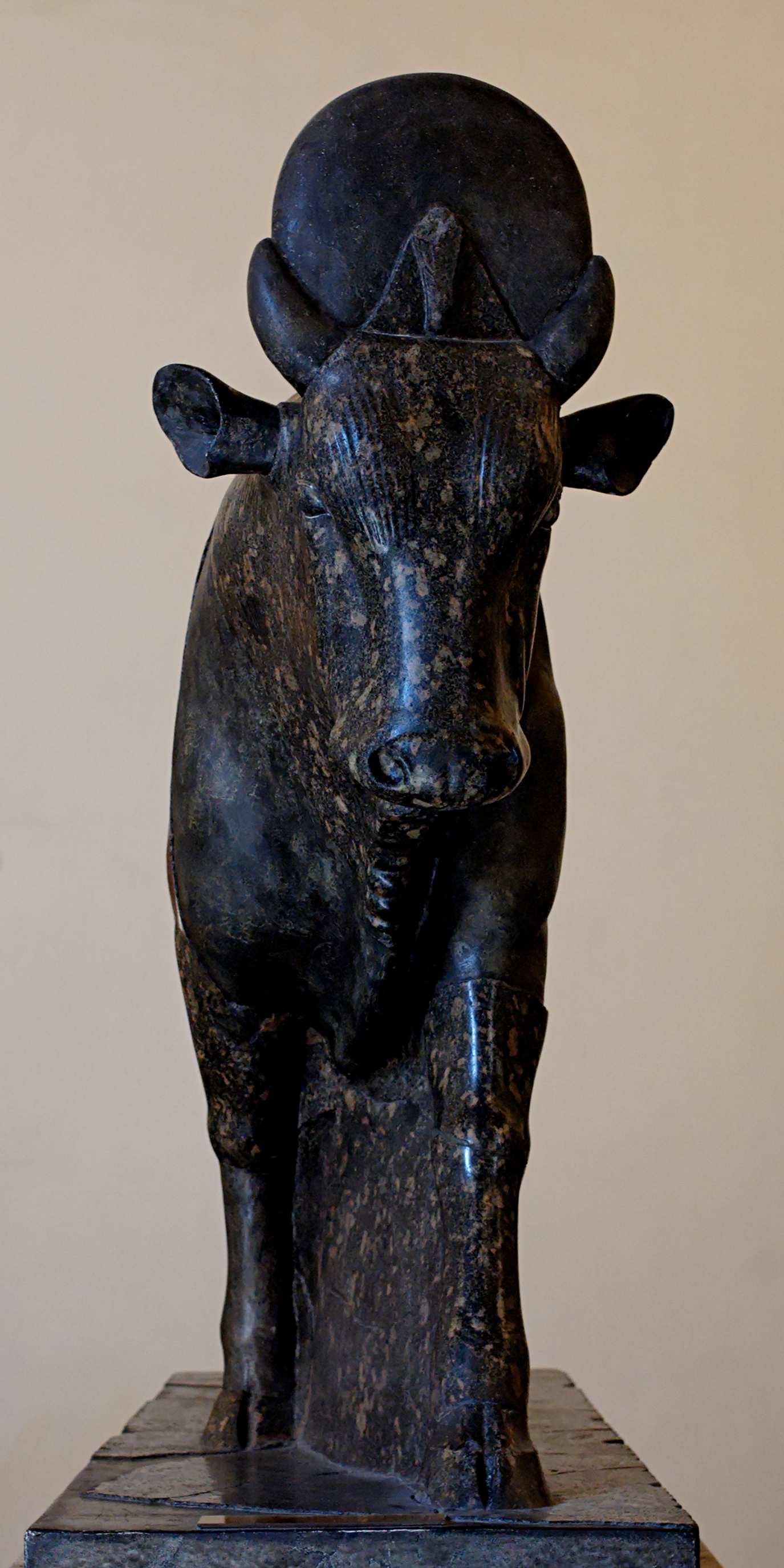
El buey Apis.

## La obra del maestro

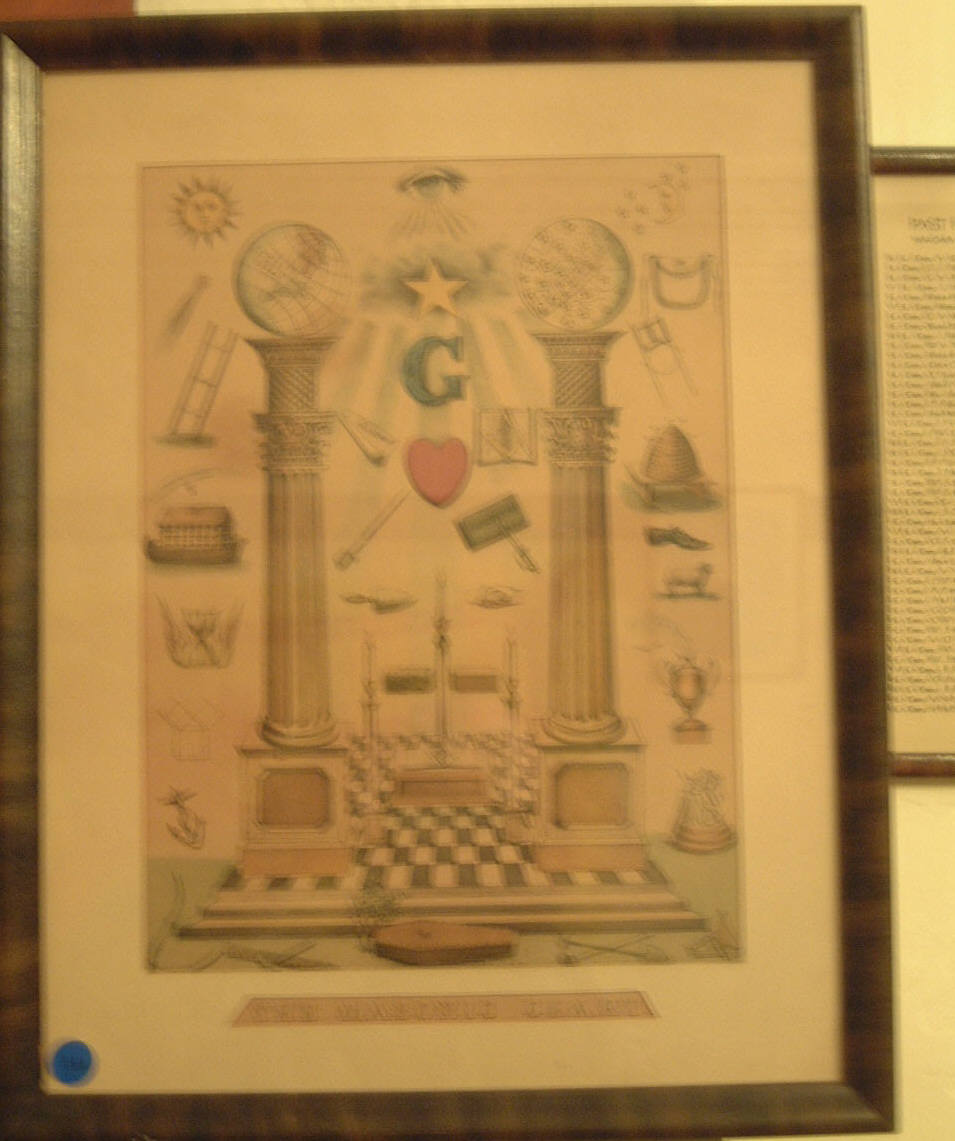
Imagen de los pilares Jaquin y Boaz, otros emblemas masónicos

## El Templo de Moriah

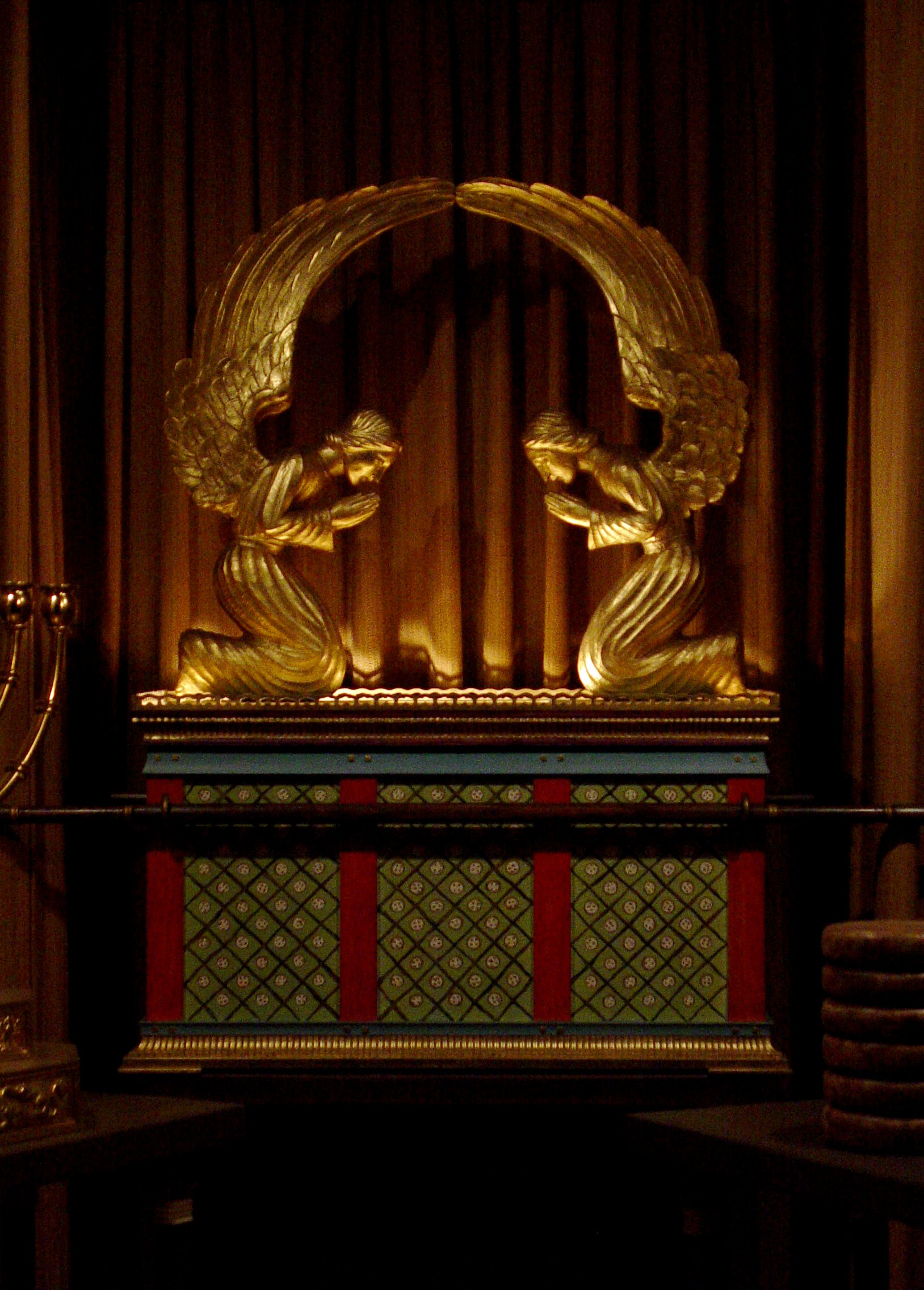
Querubines en el cuarto del Arco real del Washington Memorial Masón.

## Simbolismo

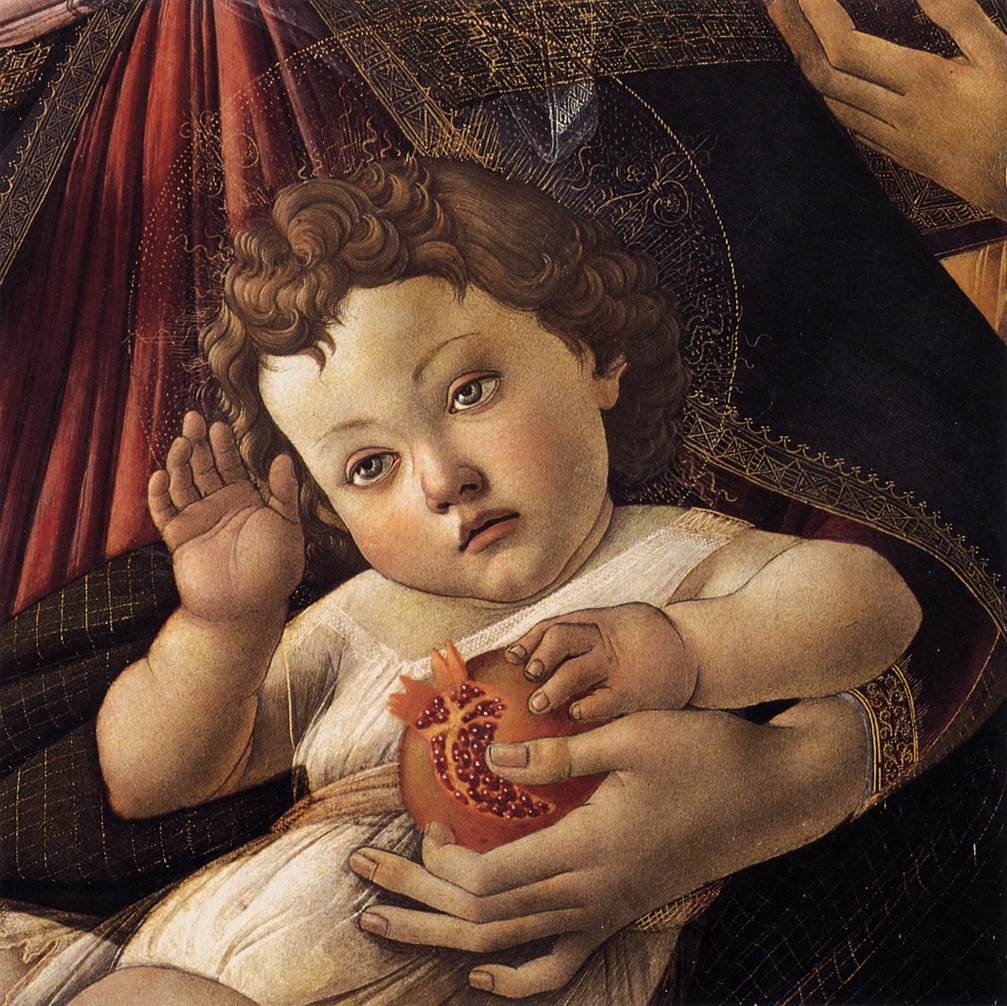
Madonna de la granada Sandro Botticelli.

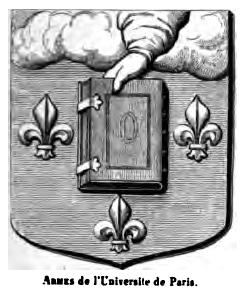
flor de lis y el conocimiento que viene del cielo.

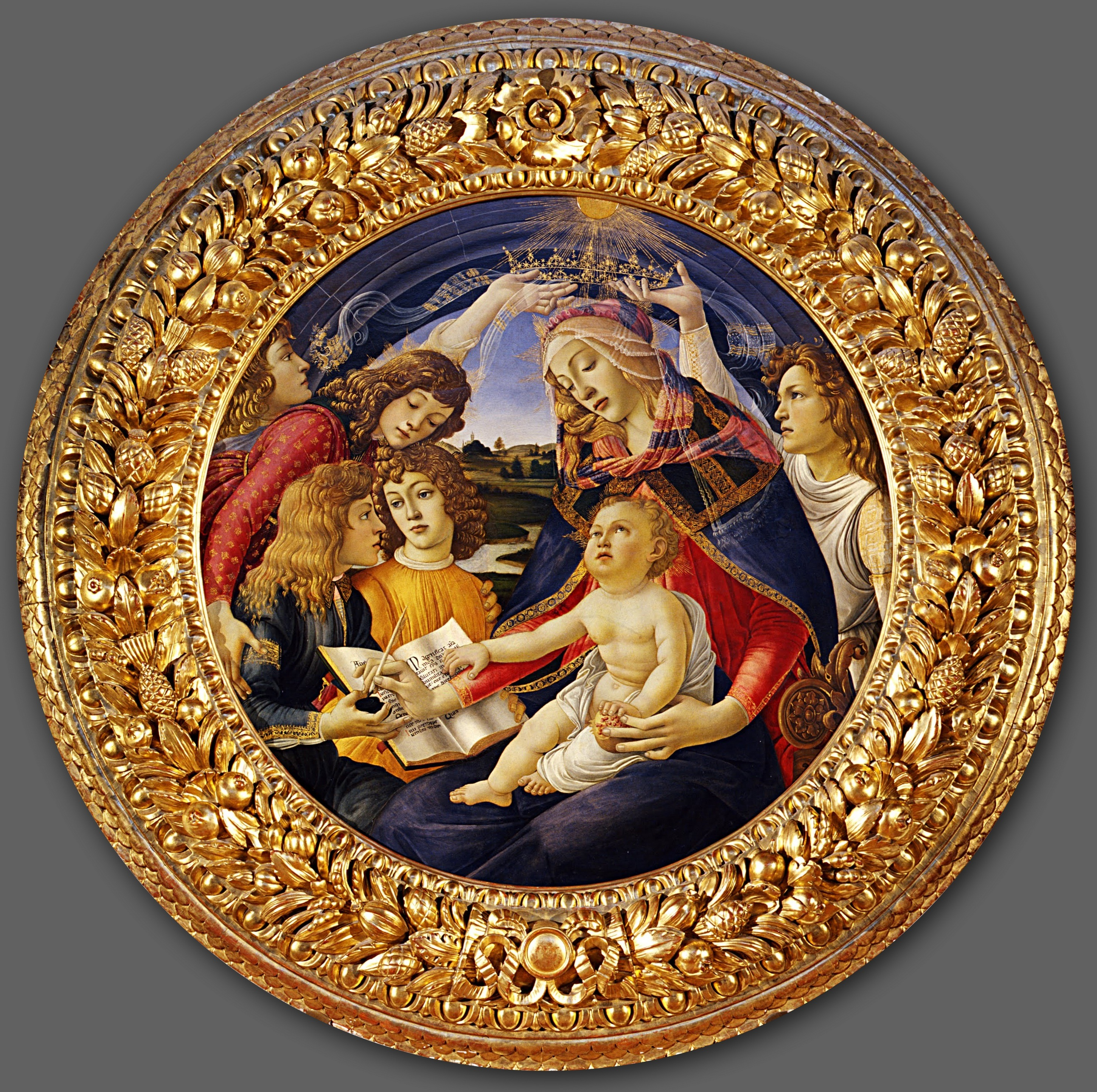
Madonna del Magnificat, Botticelli.